# Ina Kramer
Ina Brigitte Kramer (* 1. November 1948 in Mülheim an der Ruhr; † 10. Februar 2023 in Düsseldorf) war eine deutsche Grafikerin und Autorin von Fantasy-Romanen sowie Gedichten.

## Leben
Sie studierte Freie Kunst und Künstlerisches Lehramt an der Staatlichen Kunstakademie Düsseldorf. Nachdem sie vier Jahre lang Kunst an einem Duisburger Gymnasium unterrichtet hatte, machte sie sich als Illustratorin und Grafikerin selbstständig. Im Jahre 1983 war sie zusammen mit Ulrich Kiesow und Werner Fuchs entscheidend an der Entwicklung der Rollenspielwelt Aventurien beteiligt. Hier zeichnete sie vor allem für den Bereich der Karten und der zahlreichen Abbildungen in diversen Abenteuerbänden und anderen Materialien verantwortlich. Für Das Schwarze Auge verfasste sie 1991 auch das Abenteuer Der Zorn des Bären. Ina Kramer war zusammen mit Britta Herz lange Zeit verantwortliche Redakteurin bei FanPro in Düsseldorf, unter anderem für Ergänzungsbände zu Myranor. Außerdem betreute sie Romanprojekte als freie Lektorin. Sie verfasste mehrere Romane und Kurzgeschichten, von denen einige auch in Großbritannien erschienen sind, sowie Gedichte.

## Persönliches
Ina Kramer war ab 1986 mit Ulrich Kiesow verheiratet, der 1997 starb. Sie lebte und arbeitete in Düsseldorf.

## Werke (Auszug)
Aventurien-Romane und -erzählungen

- Die Freifrau und der Zauberlehrling (Erzählung), in: Ulrich Kiesow (Hrsg.): Der Göttergleiche. Heyne Science fiction & Fantasy (Band 6009), 1995, ISBN 3-453-09494-8 (Neuauflage: Ulisses Spiele 2014).
- Das Leben der heiligen Thalionmel:
  - Die Löwin von Neetha. Heyne Science fiction & Fantasy (Band 6004: Fantasy) 1995, ISBN 3-453-08679-1 (Neuauflage: Ulisses Spiele 2012; englische Übersetzung: The Lioness, 1996).
  - Thalionmels Opfer. Heyne Science fiction & Fantasy (Band 6005: Fantasy) 1995, ISBN 3-453-08680-5 (Neuauflage: Ulisses Spiele 2012; englische Übersetzung: The Sacrifice, 1996).
- Die Reise nach Salza:
  - Im Farindelwald. Heyne Science fiction & Fantasy (Band 6016: Fantasy) 1996, ISBN 3-453-10964-3 (Neuauflage: Ulisses Spiele 2012).
  - Die Suche. Heyne Science fiction & Fantasy (Band 6017: Fantasy) 1996, ISBN 3-453-10967-8 (Neuauflage: Ulisses Spiele 2012).
- Nach der Predigt (Erzählung, 2009 als Hörbuch im Horchposten-Verlag veröffentlicht), in: Ina Kramer (Hrsg.): Von Menschen und Monstern. Heyne Science fiction & Fantasy (Band 6030: Fantasy) 1998, ISBN 3-453-13358-7.
- Vanjescha oder ein peinlicher Vorfall (Erzählung), in: Momo Evers (Hrsg.): Magische Zeiten, Fantasy Productions 2005, ISBN 3-89064-516-X.
- Kann nicht lesen, kann nicht schreiben, aber will Baronin werden (Erzählung, E-Book aus der Reihe Scriptorium Aventuris), Ulisses Spiele 2019.
- Madame um Mitternacht (Erzählung, E-Book aus der Reihe Scriptorium Aventuris), Ulisses Spiele 2020.
- Greetja. Fanpro (Fantasy) 2020, ISBN 978-3-946502-63-0.
- Das Chimären-Komplott. Fanpro (Fantasy) 2021, ISBN 978-3-946502-64-7.
- Offene Rechnungen. Fanpro (Fantasy) 2023, ISBN 978-3-946502-67-8.